# Huejotitán (Jalisco)
Huejotitán es una localidad del estado mexicano de Jalisco. Es parte del municipio de Jocotepec.

## Toponimia
El nombre «Huejotitán» proviene de los términos en náhuatl: huexotl, sauce; titlan, lugar rodeado. Su significado es «Lugar rodeado de sauces».

## Demografía
| Gráfica de evolución demográfica |
|                                  |

| Censo | Población |
| ----- | --------- |
| 1900  | 861       |
| 1910  | 945       |
| 1921  | 889       |
| 1930  | 870       |
| 1940  | 715       |
| 1950  | 1 034     |
| 1960  | 1 341     |
| 1970  | 1 542     |
| 1980  | 1 420     |
| 1990  | 1 381     |
| 2000  | 1 169     |
| 2010  | 1 129     |
| 2020  | 1 134     |